# Dyssochroma viridiflora
Dyssochroma viridiflora är en potatisväxtart som först beskrevs av John Sims, och fick sitt nu gällande namn av John Miers. Dyssochroma viridiflora ingår i släktet Dyssochroma och familjen potatisväxter. Inga underarter finns listade i Catalogue of Life.

## Bildgalleri

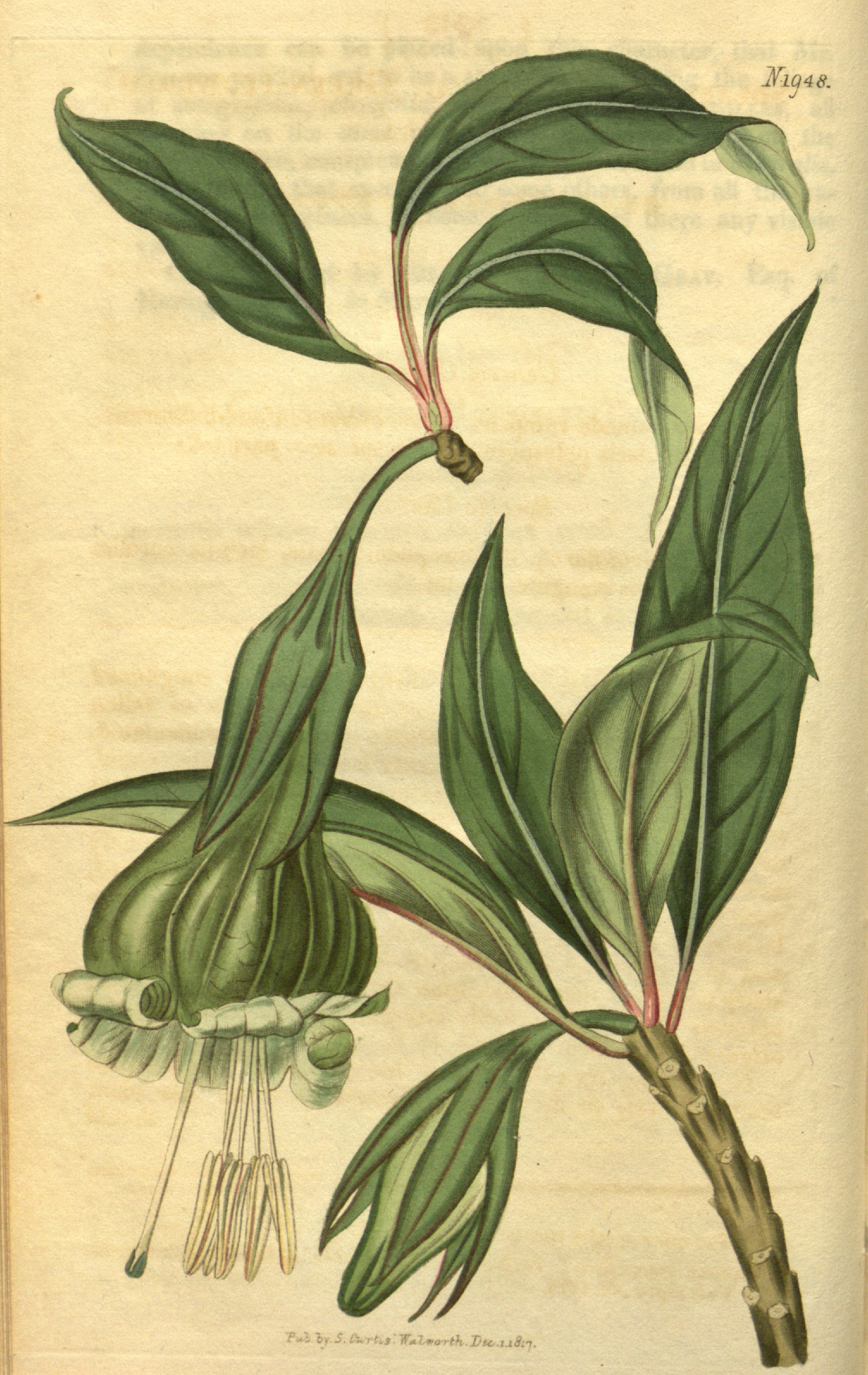